# DT-830
DT-830...DT-838 — серія наймасовіших дешевих цифрових мультиметрів, що виробляються різними компаніями.

## Опис
DT-830 є побутовим мультиметром загального призначення для вимірювання сили струму, напруги та опору.
Через масовість і низьку ціну цей мультиметр став найдоступнішим після раніше випущеного аналогового (стрілочного) мультиметра YX-1000A.
Радіолюбителі та радіоаматори часто вносять зміни в конструкцію DT-830/830B для додаваня функцій наявних у більш дороговартісних DT-832 та DT-838.
Існує більше десятка варіантів з маркуванням DT-83* та кільканадцять варіантів з іншими маркуваннями (M-83*, тощо). 

Більш пізні версії одних і тих самих моделей мають більш спрощені схеми плат за раніше випущені екземпляри.

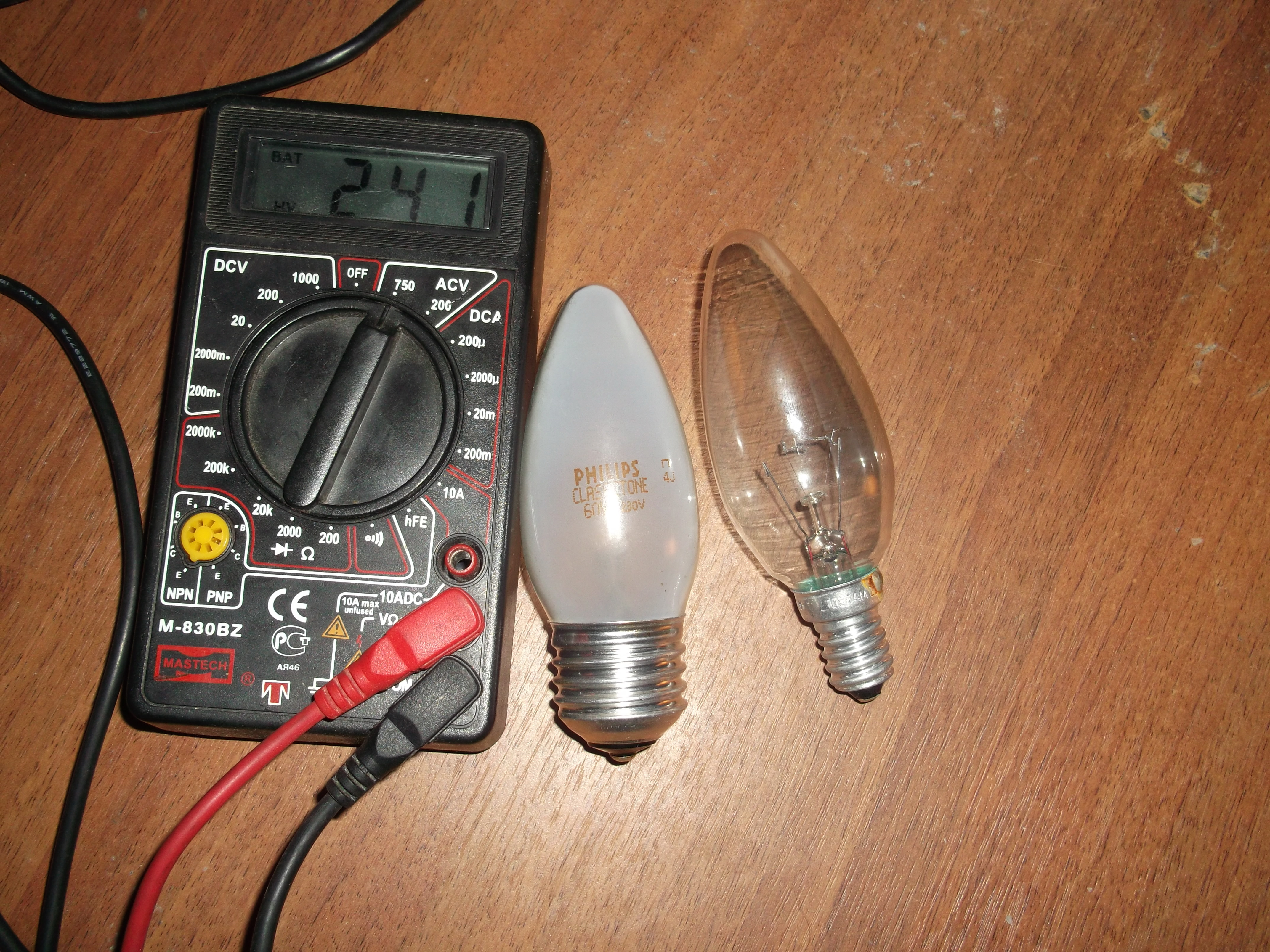
M-830BZ
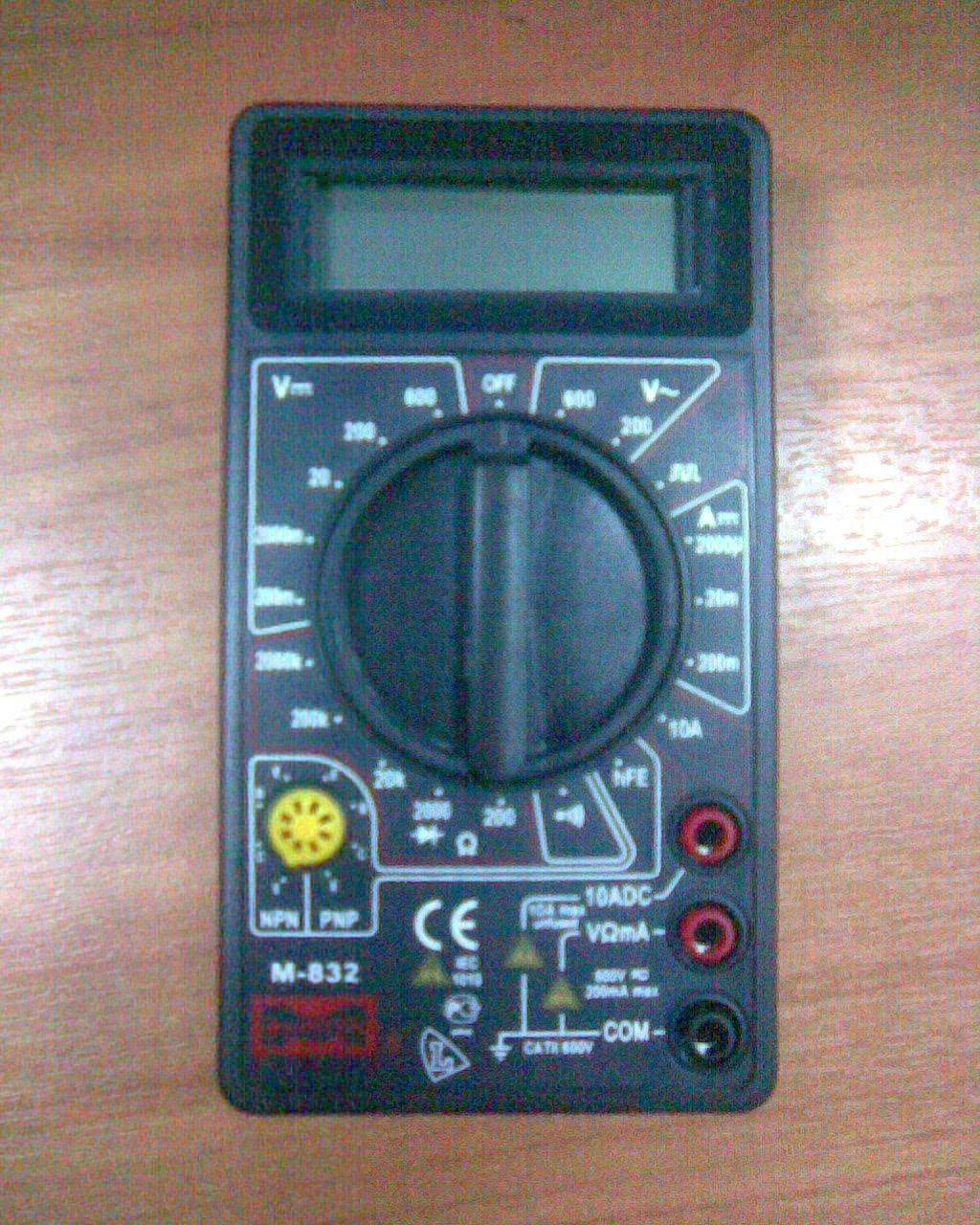
M-832
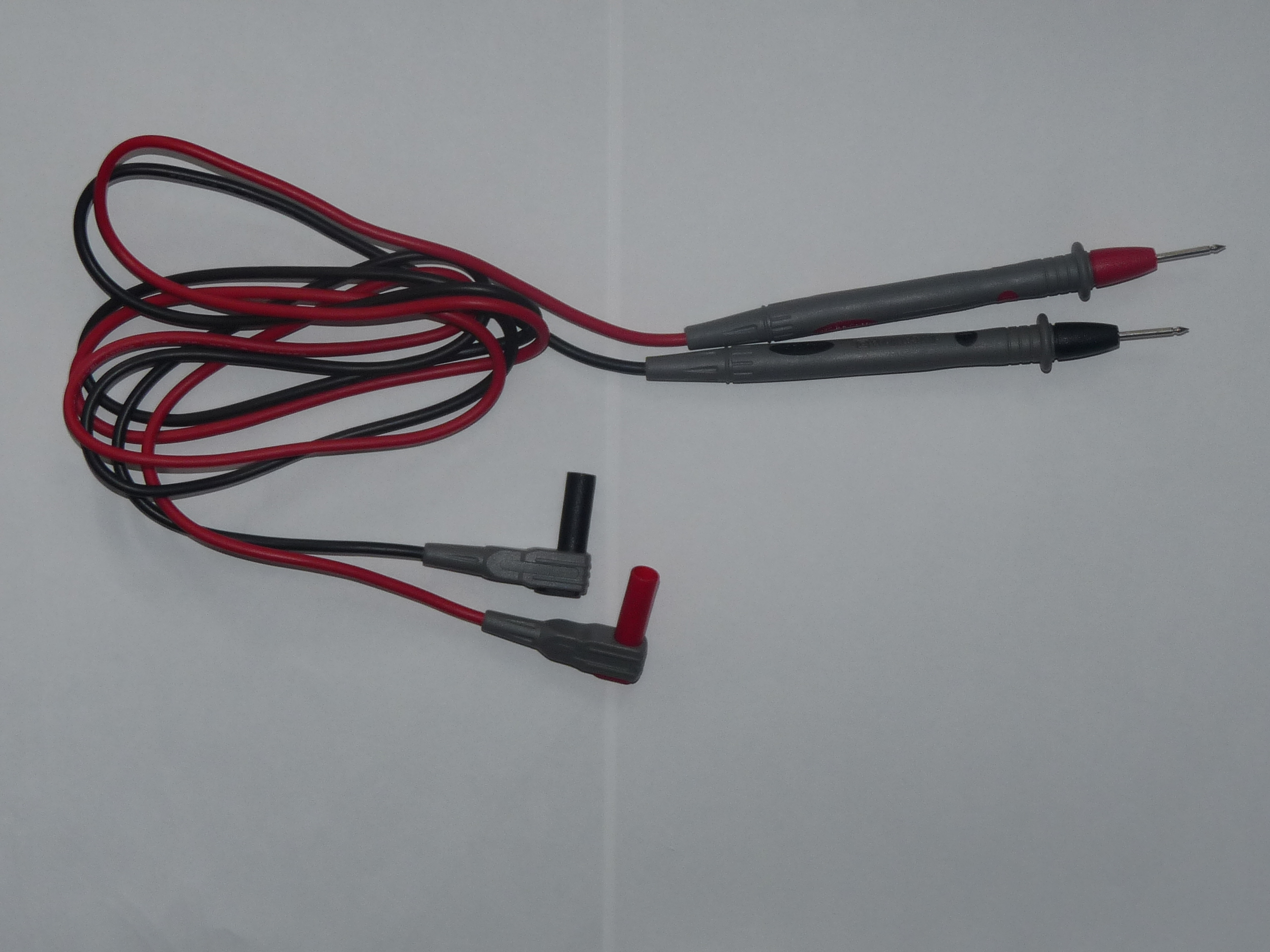
Кабелі зі щупами

## Варіанти
ПРИМІТКИ: 
- Для роботи необхідно вставити батарейку «Крона» напругою 9В[4] (корпус доводиться розбирати).
- Відсутній захист для вимірювання сили струму 10А.
- Відсутній режим вимірювання сили змінного струму.

| DT-*                                    | 830A         | 830B         | 830BL        | 830BUZ       | 830C         | 832          |              |              |              |              | 837          | 838          |
| M-*                                     |              | 830B         | 830BL        |              |              | 832          | 830D         | 830L         | 831          | 833          |              | 838          |
| --------------------------------------- | ------------ | ------------ | ------------ | ------------ | ------------ | ------------ | ------------ | ------------ | ------------ | ------------ | ------------ | ------------ |
| Кількість положень рукоятки             | 20           | 19+OFF       |              |              |              |              |              |              |              |              |              |              |
| Напруга змінного струму, max Вольт      | 750          | 750/500      | 750          | 600          | 750          | 750          | 750          | 750          | 600          | 750          | 750          | 750          |
| Напруга постійного стурму, max Вольт    | 1000         | 1000         |              |              | 1000         | 1000         |              |              |              |              |              | 1000         |
| Сила постійного струму, max Aмпер       | 10/0,2       | 10/5         | 10           | 10           | 10           | 10           | 10           | 10           | 10/0,2       | 10           | 10           | 10           |
| Вимірювання опору, max Ом               | 2М (2000000) | 2М (2000000) | 2М (2000000) | 2М (2000000) | 2М (2000000) | 2М (2000000) | 2М (2000000) | 2М (2000000) | 2М (2000000) | 2М (2000000) | 2М (2000000) | 2М (2000000) |
| Індикатор розряду батареї               |              | так          |              |              |              |              |              |              |              |              |              |              |
| Індикатор перевантаження                |              | так          |              |              |              |              |              |              |              |              |              |              |
| Перевірка транзисторів (PNP/NPN), hFE   |              | так          |              |              | так          | так          |              |              |              |              |              |              |
| Тестувння діодів (звукова індикація)    | ні           | так          |              |              | так          | так          |              |              |              |              |              |              |
| Вимірювання температури (термопара), °C | ні           | ні           | ні           | ні           | 1000         | 1000         |              |              |              | ні           | 1000         | 1000         |
| Генератор імпульсів, 50Гц/5В            | так          | так          | так          | так          | так          | так          |              |              |              |              |              | так          |
| Окремий вимикач ON/OFF                  | так          | ні           | ні           | ні           | ні           | ні           | ні           | ні           | ні           | ні           | ні           | ні           |
| Тестування батарейок                    | так          |              |              |              |              |              |              |              |              |              |              |              |
| Ліхтарик, підсвітка дисплея             | ні           | ні           | ні           | ні           | ні           | ні           | ні           | так          |              | ні           | ні           | ні           |
| Вимірювання частоти, max Гц             |              |              |              |              |              |              |              |              |              | 1000         |              |              |
| Чохол                                   |              |              |              |              |              |              |              |              |              |              | так          |              |
| Кількість гнізд                         | 3            | 3            |              |              |              | 3            |              |              |              |              |              |              |
| Розмір, мм                              | 126×70×28    | 126×70×28    | 126×70×28    | 126×70×28    | 126×70×28    | 126×70×28    | 126×70×28    | 126×70×28    | 126×70×28    | 126×70×28    | 126×70×28    | 126×70×28    |